# Codex Gigas
Codex Gigas (eng. Giant book) je rukopis nastao početkom 13. stoljeća u benediktinskom samostanu u selu Podlažice (Češka Republika). Zadnje godine Tridesetogodišnjeg rata (1648.) zaplijenila ju je švedska vojska i danas se nalazi u švedskoj nacionalnoj knjižnici u Stockholmu. Poznata je pod nazivom "vražja Biblija" zbog velike ilustracije vraga unutar knjige.

## Izgled
Codex sadrži drvene korice i prekrivena je kožom. Ima zastrašujuće dimenzije: 92 cm visoka, 50 cm široka i 22 cm debela. Najveći je srednjovjekovni rukopis koji je u početku imao 320 pergamenih listova, no kasnije su neke od tih stranica uklonjene. Danas on sadrži 310 pergamentnih listova koji su možda napravljeni od teleće kože. Teška je približno 75 kg.

## Povijest
Vjeruje se da je Codex nastao u benediktinskom samostanu u selu Podlažice blizu Chrudima koji je uništen u 15. stoljeću. Zadnja evidencija je zabilježena 1229. godine. Kasnije je bio obećan cistercitskom samostanu, a onda ga je kupio benediktinski samostan u Břevnovu. U periodu od 1477. – 1593. se čuvala u samostanu u Broumovu dok nije prebačena u Prag 1594. da bude dio kolekcije cara Rudolfa II.

## Sadržaj
Rukopis obuhvaća iluminacije s 5 boja: crvena, plava, žuta, zelena i zlatna. Velika slova su savršeno osvijetljena, često preko cijele stranice. Codex je jedinstven po tome što ne pokazuje znakove starosti, bolesti i to dovodi do zaključka da je cijela knjiga napisana u vrlo kratkom vremenu. Znanstvenici sumnjaju da je Codex Gigas napisan u kratkom vremenu, već da je za to potrebno čak 20 godina. Inače prazna 577. stranica sadrži jedinstvenu sliku vraga koja je visoka 50 cm.

## Legenda
Postoji jedna legenda koja opisuje nastanak Codex Gigasa. Prema legendi, jedan redovnik je zbog prekršenog redovničkog zavjeta osuđen da bude živ zazidan. Kako bi izbjegao tu okrutnu kaznu obećao je da će u jednoj noći napisati knjigu koja će proslaviti taj samostan. Oko ponoći se uvjerio da neće moći obaviti taj zadatak pa je zatražio pomoć, ne od Boga, već od palog arkanđela Lucifera. U svojoj molitvi mu je ponudio svoju dušu u zamjenu za njegovu pomoć u stvaranju knjige. Vrag je dovršio knjigu te je redovnik iz zahvalnosti naslikao njegov lik na 577. stranici. Unatoč legendi, Codex Gigas nije zabranila inkvizicija, već su je proučavali mnogi znanstvenici.
Najnovija istraživanja dokazuju da je cijela legenda nastala na krivom prijevodu riječi "Herman Inclusus" (zatvaranje) zbog koje se pretpostavilo da je redovnik bio živ zazidan. Međutim, redovnik je dobrovoljno bio odsječen od svijeta i završenje knjige za njega je bilo iskupljenje prema Bogu.

## Vanjske poveznice
- Ivan Badanjak Codex Gigas – Misterij „Đavolje Biblije“  Arhivirana inačica izvorne stranice od 7. kolovoza 2016. (Wayback Machine)